# غولينكي (سمولينسك)
غولينكي (بالروسية: Голынки) هي مدينة في مقاطعة سمولينسك أوبلاست في روسيا.